# Bothynus cribrarius
Bothynus cribrarius är en skalbaggsart som beskrevs av Leon Fairmaire 1878. Bothynus cribrarius ingår i släktet Bothynus och familjen Dynastidae. Inga underarter finns listade.